# Ophryosporus macrodon

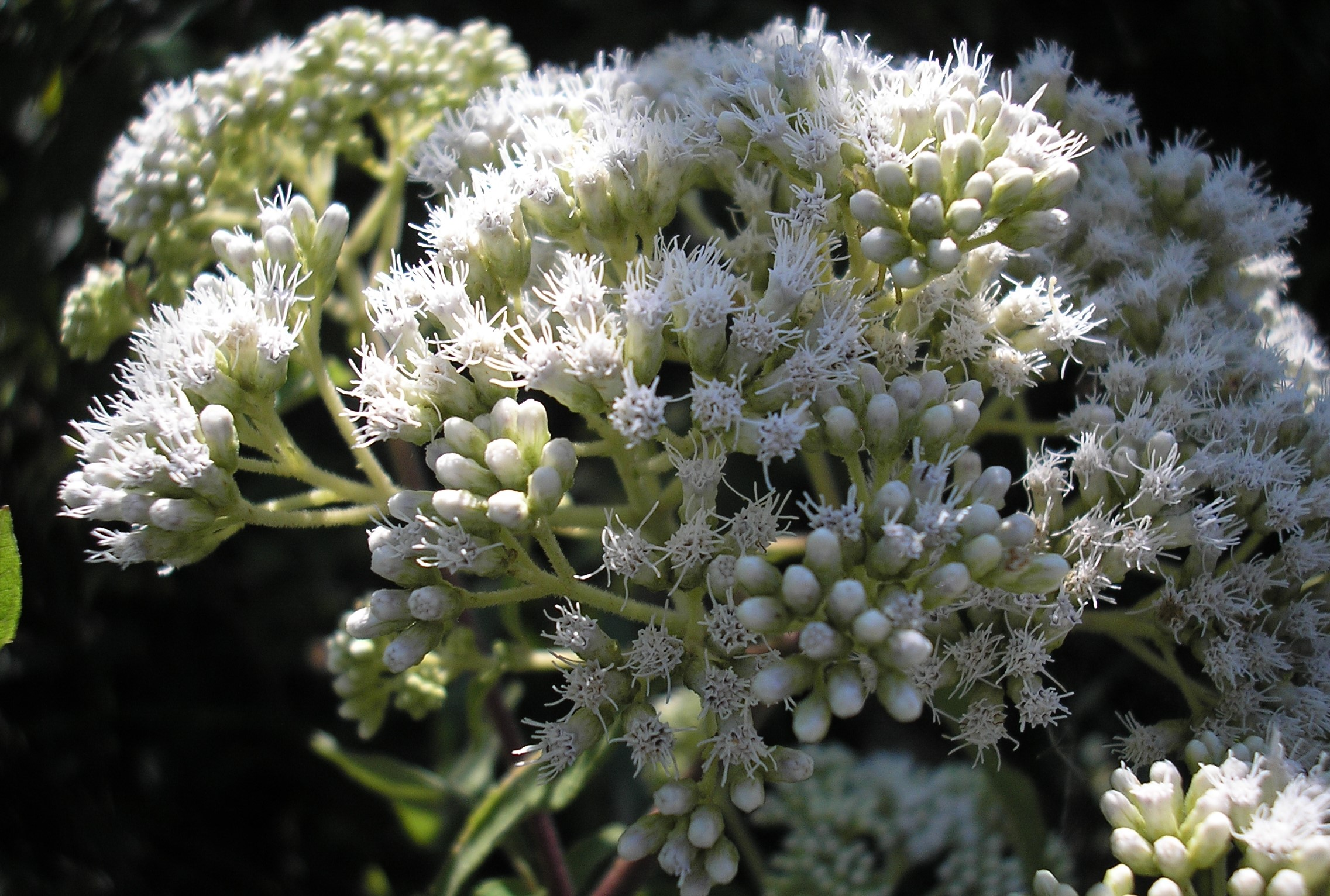
Detalle de la inflorescencia de Ophryosporus macrodon Griseb, donde pueden apreciarse los largos estilos.

Ophryosporus macrodon es un arbusto perenne de la familia Asteraceae. Es una especie nativa del sur de Sudamérica, se distribuye en Bolivia (departamentos de Cochabamba, La Paz, Santa Cruz y Tarija) y noroeste de la Argentina (provincias de Jujuy, Salta y Tucumán), en el bosque tucumano-boliviano, en los bosques de alisos (Alnus acuminata Kunth) y matorrales serranos, entre 2000 y 3900 m s.m.

## Descripción
Arbustos hasta de 3 m de alto, con tallos erectos o ascendentes. Hojas opuestas, con pecíolos hasta de 1,5 cm de largo; láminas ovadas a anchamente ovadas, de base redondeada, a veces asimétrica, y ápice agudo, margen aserrado, plano. Capítulos entre 250 a 300, reunidos en inflorescencias cimoideas, compuestas de corimbos densos, terminales y axilares, con hojas persistentes poco desarrolladas. Involucro acampanado. Receptáculo plano, epáleaceo, glabro. Flores de 5 a 10 por capítulo, corolas blancas, infundibuliformes. Anteras con base de las tecas obtusas, apéndice conectival nulo. Estilo de 5,5 mm de largo, largamente exerto, ramas del estilo clavadas en el ápice. Aquenios piriformes, negruzcos, seríceos. Papus formado por 25 cerdas blanquecinas aproximadamente, hasta de 2,3 mm de largo.
FenologíaFlorece desde febrero hasta mayo.
Nombre comúnde acuerdo con la etiqueta del ejemplar de A. Carranza (Nº392) depositado en el Herbario JUA (Facultad de Agronomía, Universidad Nacional de Jujuy), se le dice "racimo de novia”.
EtimologíaDel latín μακροϛ, macros (grandes) y de οδων, odon (dientes), de grandes dientes, que hacen referencia a los dientes presentes en los bordes de las láminas de las hojas.

## Propiedades
Derivados diprenilados de p-hidroxiacetofenona se pueden aislar de Ophryosporus macrodon.

## Taxonomía
Ophryosporus macrodon fue descrita por August Heinrich Rudolf Grisebach y publicado en Abhandlungen der Königlichen Gesellschaft der Wissenschaften zu Göttingen 24: 173. 1879.

## Sinonimia
Eupatorium kuntzei Hieron.	